# コモンジャリ県
コモンジャリ県（コモンジャリけん、フランス語: Komondjari）はブルキナファソの県。県都はガイェリ。

## 下位行政区画

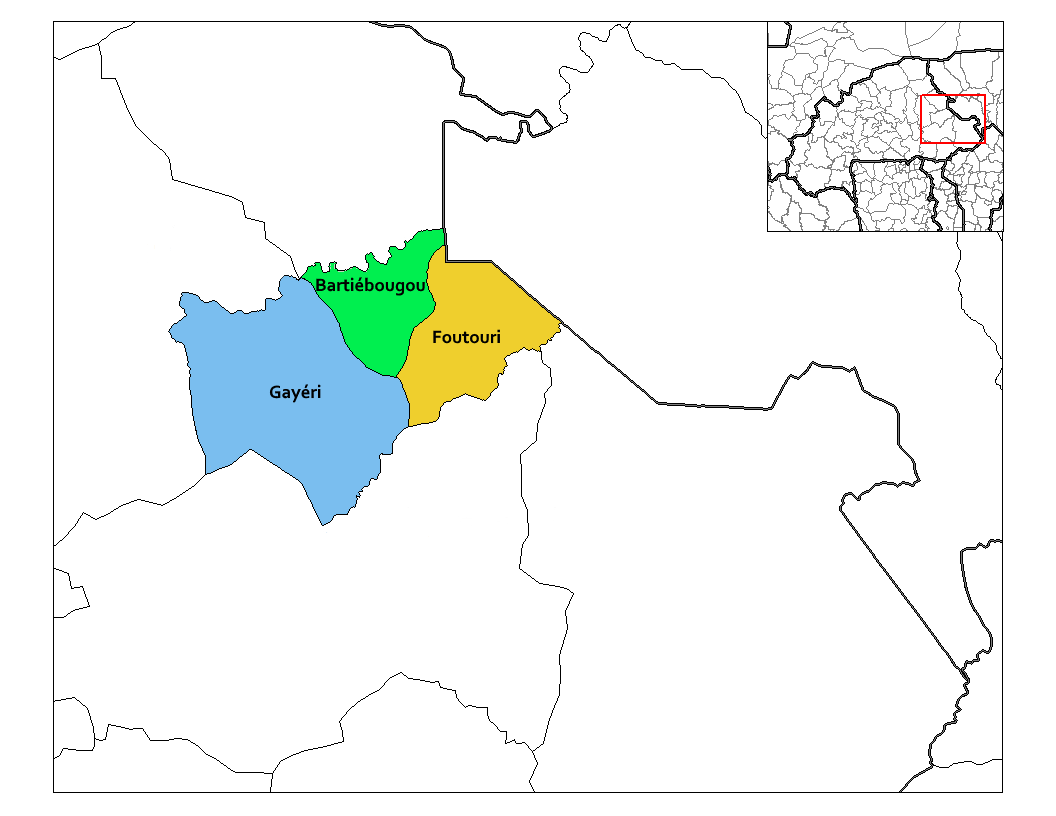

- バルティブグー郡（英語版）
- Foutouri
- ガイェリ郡（英語版）

## 隣接する県
- ヤガ県
- ティラベリ州セ県（英語版）
- タポア県
- グルマ県
- グナグナ県